# Tipula (Triplicitipula) variipetiolaris
Tipula (Triplicitipula) variipetiolaris is een tweevleugelige uit de familie langpootmuggen (Tipulidae). De soort komt voor in het Palearctisch gebied.